# العوسجة
العوسجة، هو موقع أثري في منطقة القصيم وسط المملكة العربية السعودية.

## التاريخ
حدد الحربي مكان هذا الموقع ووصفه بقوله: «ومن النباج إلى العوسجة تسعة عشر ميلاً٬ وبها آبار قريبة من الماء». كما أشار إليها الأصفهاني حين قال: «ولبني أسيد ماءة عظيمة من النباج يقال لها الجعلة قريبة من الطريق٬ ولهم ماءة على الطريق يقال لها العوسجة»، كما ذكرها أبي علي الهجري قائلاً:«فإن خرج من ضرية يريد البصرة: شرب بطخفة، ثم إمرة، ثم رامة، ثم الفريش وبين الفريش والنباج أربعون ميلاً في المنزلين جميعاً، ثم العوسجة ثم النباج».

## الوصف
مما يلاحظ أن الرمال تكاد تحيط بها من جميع الجهات، ونفود الربيعية يقع إلى الشرق منها، ونفود بريدة والغميس إلى الغرب منها، أما من الجهة الشمالية فهناك الركية والرويضة والصريف. تحتوي العوسجة على عدد من الآثار المعمارية منها قصر مستطيل الشكل أبعاده (40×14م)٬ ويتكون من ثلاث وحدات رئيسة تشتمل على سبع عشرة غرفة، ويحيط بسوره الخارجي الذي يحتوي على بوابة رئيسة أربعة عشر برجًا نصف دائرية يبلغ قطر الواحد منها 2.5 متر. وقد بني سور القصر بالحجارة بسُمك 75سم. أما جدرانه الداخلية فيبلغ سُمكه 40 سم. وهناك مجموعة من ثلاثة أحواض مائية متقاربة الأحجام٬ وهي ذات أشكال مستطيلة تبلغ أبعادها (20×7م).
ترتبط هذه الأحواض فيما بينها بوساطة قنوات صغيرة عرض الواحدة منها 40 سم، تمتد من الجنوب إلى الشمال، بحيث يصل الماء من الآبار الواقعة في المنطقة السكنية شمال الأحواض فيصب في الأول ثم الثاني ثم الثالث. كما أن هناك بركة كبيرة تصلها المياه من مجرى الوادي المشيدة على طرفه. يظهر ضمن المنشآت المعمارية في الموقع بقايا لجدران وحدة معمارية مستطيلة الشكل طولها 27 متر وعرضها 9 متر، ويعتقد أنها آثار مسجد في ذلك الموقع، حيث تبين أن الضلع القبلي منه يحتوي على حنية تشبه المحراب محصورة بين كتلتين بنائيتين.

## انظر ايضاً
- القصيم

## وصلات خارجية
- سد العوسجة